# Rideau de théâtre
 (novembre 2024).
Si vous disposez d'ouvrages ou d'articles de référence ou si vous connaissez des sites web de qualité traitant du thème abordé ici, merci de compléter l'article en donnant les références utiles à sa vérifiabilité et en les liant à la section « Notes et références ».

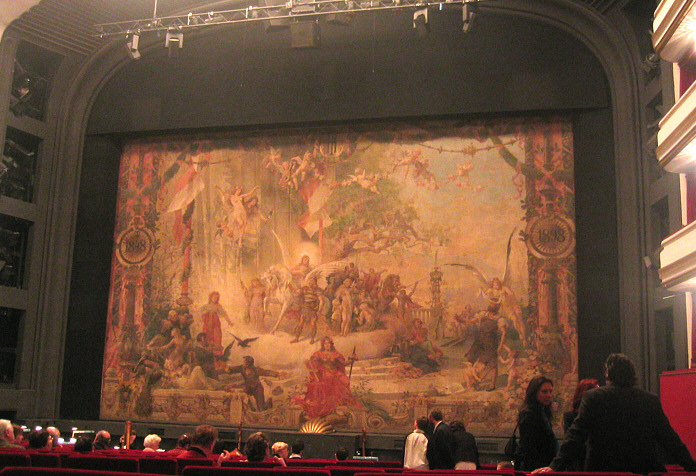
Rideau d'avant scène à l'allemande

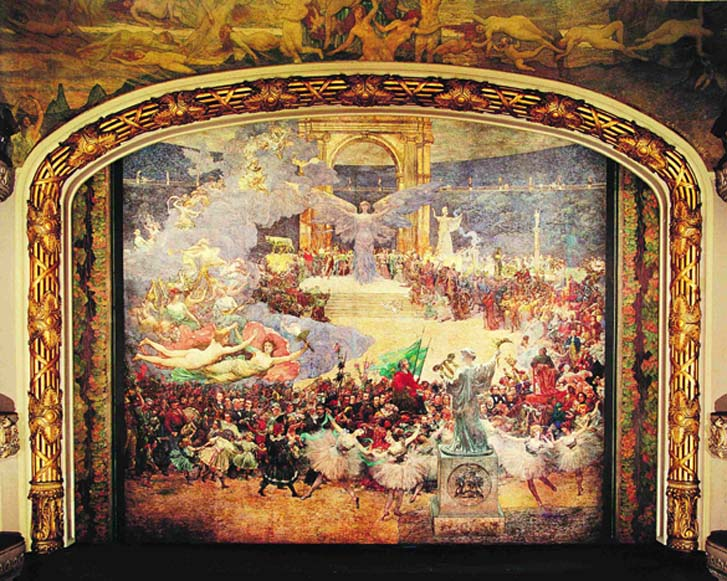
Théâtre municipal de Rio de Janeiro'

Les rideaux de théâtre comportent tous les velours, toiles, drapés, servant à séparer la scène et la salle, à cacher les coulisses, dissimuler des projecteurs ou permettre de cacher les changements de décors. Le rideau est généralement une toile plissée ou tendue, peinte ou non. On distingue le rideau de fond qui fait partie du décor, et le rideau de scène ou d'avant-scène, installé de manière permanente, et traditionnellement en velours rouge ou noir.
Il existe de nombreux systèmes d'ouverture et d'accroche des rideaux de théâtre.

## Rideaux d'avant scène

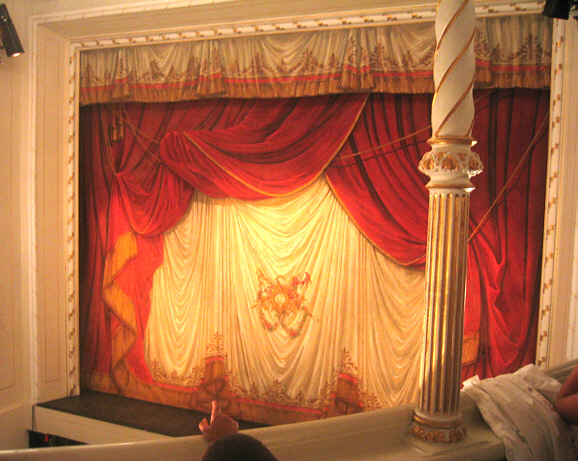
Rideau à l'allemande, sur lequel sont peints en trompe-l'œil un rideau à l'Italienne (rouge) devant un rideau à la Vénitienne (ocre)

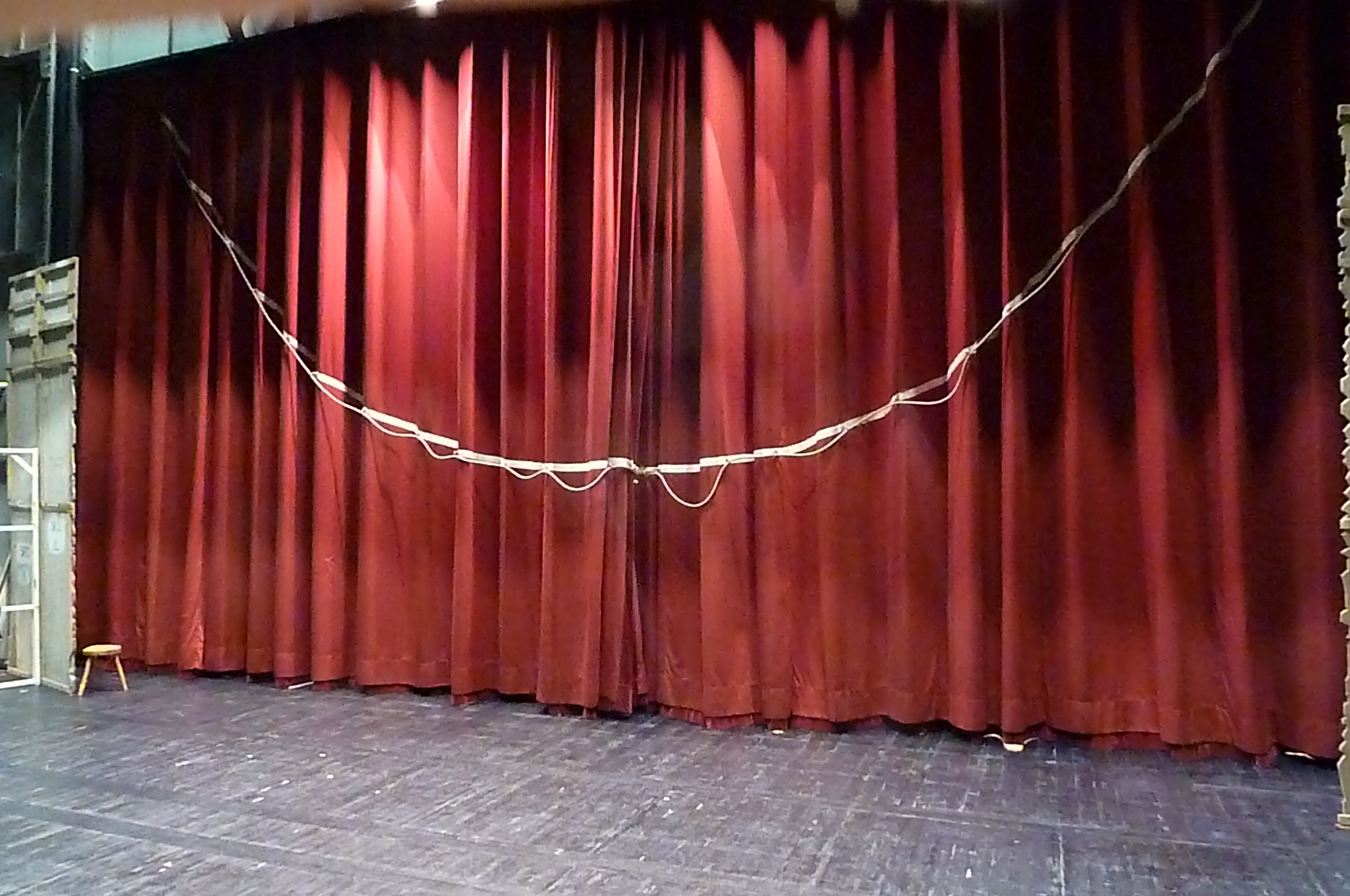
Rideau à l'Italienne fermé, vu depuis l'intérieur de la scène du Grand théâtre d'Angers.

- À l'allemande : le rideau est équipé sur une perche qui monte ou descend d'un seul tenant.
- Brechtien : rideau coulissant, souvent actionné par les acteurs eux-mêmes pour permettre la distanciation.
- De fer : rideau de sécurité permettant une isolation de la salle, en cas d'incendie. De nos jours, ce rideau est associé à un rideau d'eau activé par un système de détection déclenchant un déluge d'eau au niveau du cadre de scène, destiné à le refroidir.
- À la française : rideau associant les deux techniques à l'allemande et à l'italienne.
- À la grecque : le rideau est équipé sur un rail pouvant s'ouvrir du centre vers les côtés.
- À l'italienne : le rideau s'ouvre en deux parties, remontant vers les côtés en drapé.
- Polichinelle : le rideau descend ou monte en se roulant ou se déroulant sur lui-même.
- À la romaine : le rideau est plat, s'ouvre par le bas, remonte en formant une succession de plis en godets.
- À la vénitienne : le rideau est entièrement formé de plis cousus en godets qui s'emboîtent en remontant.
- Wagnérien.

## Rideaux de scène
Types de rideaux de scène :
- frise ;
- manteau d'Arlequin ;
- découverte ;
- pendrillon, ou pendillon.

Un judas, parfois aménagé dans le rideau de scène, est utilisé pour observer les spectateurs avant le début de la représentation et prendre l'atmosphère de la salle.